# Tractat de Badajoz (1801)
El Tractat de Badajoz és un tractat de pau signat el 6 de juny de 1801 a la ciutat de Badajoz entre el regent Joan de Portugal (en representació de la reina Maria I) i els representants de Carles IV d'Espanya i del Consolat francès i que posà fi a la denominada Guerra de les Taronges.

## Acords del tractat
Mitjançant la signatura d'aquest tractat es va acordar que el Regne de Portugal havia de:
- restituir al Regne d'Espanya totes les conquestes fetes a Galícia com són Tui, Vigo o La Guardia.
- la cessió a Espanya de la Colonia del Sacramento i de les Misiones Orientales, situades en el marge oriental del riu Uruguai, la possessió del qual va ser ja motiu de disputes entre portuguesos i espanyols al llarg del segle xviii, que es va intentar solucionar a través dels Tractats de Madrid de 1750 i del de San Ildefonso de 1777.[3]
- l'acceptació de la frontera establerta per França entre la Guaiana i el Brasil del riu Arawani.
- prohibir el comerç dels seus amb el Regne Unit de la Gran Bretanya i Irlanda.
- acceptar l'entrada dels productes tèxtils francesos al país i la prohibició de la llana anglesa.
- pagar una indemnització de guerra, taxada en 15 milions de lliures torneses.

A canvi de la signatura d'aquest tractat a Portugal li foren restituïdes totes les places de l'Alentejo conquerides per Espanya (Arronches, Castelo de Vide, Campo Maior, Juromenha i Portalegre), amb l'excepció de la vil·la d'Olivença que restava en mans hispanes.
El Tractat també estipulava que la violació de qualsevol dels seus articles conduiria a la seva anul·lació.

## Anul·lació del tractat
Després de la batalla de Trafalgar, ocorreguda l'any 1805, que francesos i espanyols van perdre enfront del Regne Unit de la Gran Bretanya i Irlanda, el govern de Portugal va restaurar les relacions amb els britànics, els seus antics aliats. Això va dur a iniciar la Guerra del Francès, en la qual França va declarar cancel·lat el Tractat de Badajoz, marxant contra Portugal de nou entre 1807 i 1810. Per la seva banda el príncep regent Joan de Portugal va declarar nul el Tractat l'1 de maig de 1808.
Durant l'estada en vigor del tractat els portuguesos no van retornar els territoris ocupats de les Misiones Orientales.